# Haines Junction (Yukón)
Haines Junction es una aldea situada en el territorio de Yukón, Canadá. Está localizada en el kilómetro 1632 de la Autopista de Alaska. El nombre del pueblo viene de la Autopista Haines. De acuerdo al censo de 2011, la población era de 593 habitantes.

## Historia
Durante muchos miles de años los habitantes del sur Tutchone, salían de caza en temporada y hacían campamentos de pesca en la zona de la actual Haines Junction. El nombre original de la zona era "Dakwakada", una palabra que significa Tutchone Sur "escondrijo alto". Era común que las personas Tutchone utilizaran escondrijos altos para almacenar los alimentos durante todo el año o temporalmente, mientras cazaban y pescaban en un área.
El área de Haines también era importante para el comercio entre los pueblos de la costa y el interior. Su proximidad al Paso de Chilkat, uno de los tres pasos permitió el viaje entre la costa y el interior, se utilizan ampliamente para el comercio entre los Tlingit de la costa y los pueblos del Sur Tutchone.
La actual ciudad de Haines Junction fue establecida en 1942 y 1943 durante la construcción de la carretera de Alaska. En 1943 una segunda carretera, la carretera de Haines, fue construido para conectar la carretera de Alaska con la ciudad costera de Haines, Alaska sobre el paso de Chilkat. Situado en el cruce de estas dos carreteras, Haines Junction era un campo de la construcción y un centro de abastecimiento y servicio del Cuerpo de Ingenieros del Ejército de los Estados Unidos para la construcción de la carretera.

## Clima
| Parámetros climáticos promedio de Haines Junction (1981-2010) | Parámetros climáticos promedio de Haines Junction (1981-2010) | Parámetros climáticos promedio de Haines Junction (1981-2010) | Parámetros climáticos promedio de Haines Junction (1981-2010) | Parámetros climáticos promedio de Haines Junction (1981-2010) | Parámetros climáticos promedio de Haines Junction (1981-2010) | Parámetros climáticos promedio de Haines Junction (1981-2010) | Parámetros climáticos promedio de Haines Junction (1981-2010) | Parámetros climáticos promedio de Haines Junction (1981-2010) | Parámetros climáticos promedio de Haines Junction (1981-2010) | Parámetros climáticos promedio de Haines Junction (1981-2010) | Parámetros climáticos promedio de Haines Junction (1981-2010) | Parámetros climáticos promedio de Haines Junction (1981-2010) | Parámetros climáticos promedio de Haines Junction (1981-2010) |
| Mes                                                           | Ene.                                                          | Feb.                                                          | Mar.                                                          | Abr.                                                          | May.                                                          | Jun.                                                          | Jul.                                                          | Ago.                                                          | Sep.                                                          | Oct.                                                          | Nov.                                                          | Dic.                                                          | Anual                                                         |
| ------------------------------------------------------------- | ------------------------------------------------------------- | ------------------------------------------------------------- | ------------------------------------------------------------- | ------------------------------------------------------------- | ------------------------------------------------------------- | ------------------------------------------------------------- | ------------------------------------------------------------- | ------------------------------------------------------------- | ------------------------------------------------------------- | ------------------------------------------------------------- | ------------------------------------------------------------- | ------------------------------------------------------------- | ------------------------------------------------------------- |
| Temp. máx. abs. (°C)                                          | 7.0                                                           | 13.0                                                          | 14.0                                                          | 21.0                                                          | 27.0                                                          | 33.0                                                          | 30.5                                                          | 31.0                                                          | 23.0                                                          | 22.0                                                          | 12.0                                                          | 14.5                                                          | 33.0                                                          |
| Temp. máx. media (°C)                                         | -15.3                                                         | -8.1                                                          | -0.1                                                          | 8.4                                                           | n/a                                                           | n/a                                                           | 19.1                                                          | 17.1                                                          | 14.0                                                          | 4.8                                                           | -8.3                                                          | -10.9                                                         | 2.1                                                           |
| Temp. media (°C)                                              | -20.6                                                         | -15.0                                                         | -7.8                                                          | 0.9                                                           | n/a                                                           | n/a                                                           | 12.5                                                          | 10.6                                                          | 7.2                                                           | -1.0                                                          | -13.2                                                         | -15.9                                                         | -4.2                                                          |
| Temp. mín. media (°C)                                         | -25.9                                                         | -21.1                                                         | -15.2                                                         | -6.5                                                          | n/a                                                           | n/a                                                           | 5.9                                                           | 4.0                                                           | 0.4                                                           | -6.7                                                          | -17.4                                                         | -20.5                                                         | -10.3                                                         |
| Temp. mín. abs. (°C)                                          | -48.0                                                         | -47.5                                                         | -42.0                                                         | -32.0                                                         | -11.0                                                         | -3.5                                                          | -1.5                                                          | -4.0                                                          | -11.0                                                         | -27.0                                                         | -42.0                                                         | -44.5                                                         | -48.0                                                         |
| Precipitación total (mm)                                      | 33.8                                                          | 24.5                                                          | 12.5                                                          | 7.9                                                           | 18.0                                                          | 35.3                                                          | 45.5                                                          | 37.7                                                          | 35.0                                                          | 26.7                                                          | 36.3                                                          | 40.1                                                          | 353.2                                                         |
| Lluvias (mm)                                                  | 0.3                                                           | 0.5                                                           | 0.3                                                           | 2.2                                                           | 15.8                                                          | 35.3                                                          | 45.5                                                          | 37.7                                                          | 33.1                                                          | 11.2                                                          | 2.7                                                           | 4.9                                                           | 189.3                                                         |
| Nevadas (cm)                                                  | 33.6                                                          | 24.0                                                          | 12.2                                                          | 5.7                                                           | 2.2                                                           | 0.0                                                           | 0.0                                                           | 0.0                                                           | 1.9                                                           | 15.5                                                          | 33.6                                                          | 35.3                                                          | 163.9                                                         |
| Días de precipitaciones (≥ 0.2 mm)                            | 8.4                                                           | 5.6                                                           | 3.5                                                           | 2.7                                                           | 5.5                                                           | 7.8                                                           | 8.4                                                           | 8.5                                                           | 8.7                                                           | 7.0                                                           | 8.4                                                           | 8.3                                                           | 82.7                                                          |
| Días de lluvias (≥ 0.2 mm)                                    | 0.1                                                           | 0.2                                                           | 0.1                                                           | 0.8                                                           | 5.2                                                           | 7.8                                                           | 8.4                                                           | 8.5                                                           | 8.3                                                           | 3.1                                                           | 0.3                                                           | 0.4                                                           | 43.1                                                          |
| Días de nevadas (≥ 0.2 cm)                                    | 8.4                                                           | 5.4                                                           | 3.5                                                           | 2.0                                                           | 0.4                                                           | 0.0                                                           | 0.0                                                           | 0.0                                                           | 0.5                                                           | 3.8                                                           | 8.2                                                           | 8.0                                                           | 40.2                                                          |
| Fuente: Environment Canada Canadian Climate Normals 1981–2010 |                                                               |                                                               |                                                               |                                                               |                                                               |                                                               |                                                               |                                                               |                                                               |                                                               |                                                               |                                                               |                                                               |

## Galería de imágenes

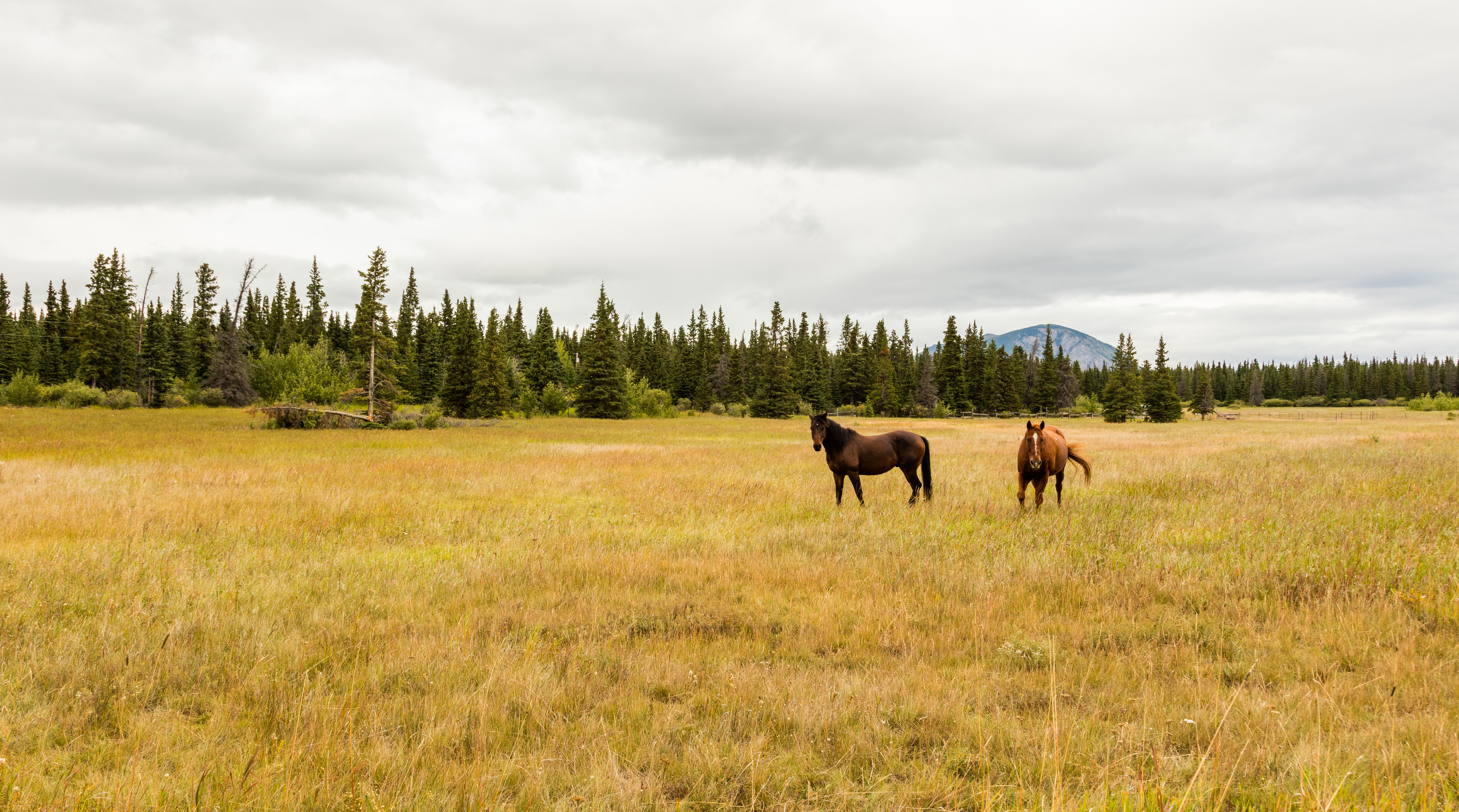
Paisaje con caballos en Haines Junction.
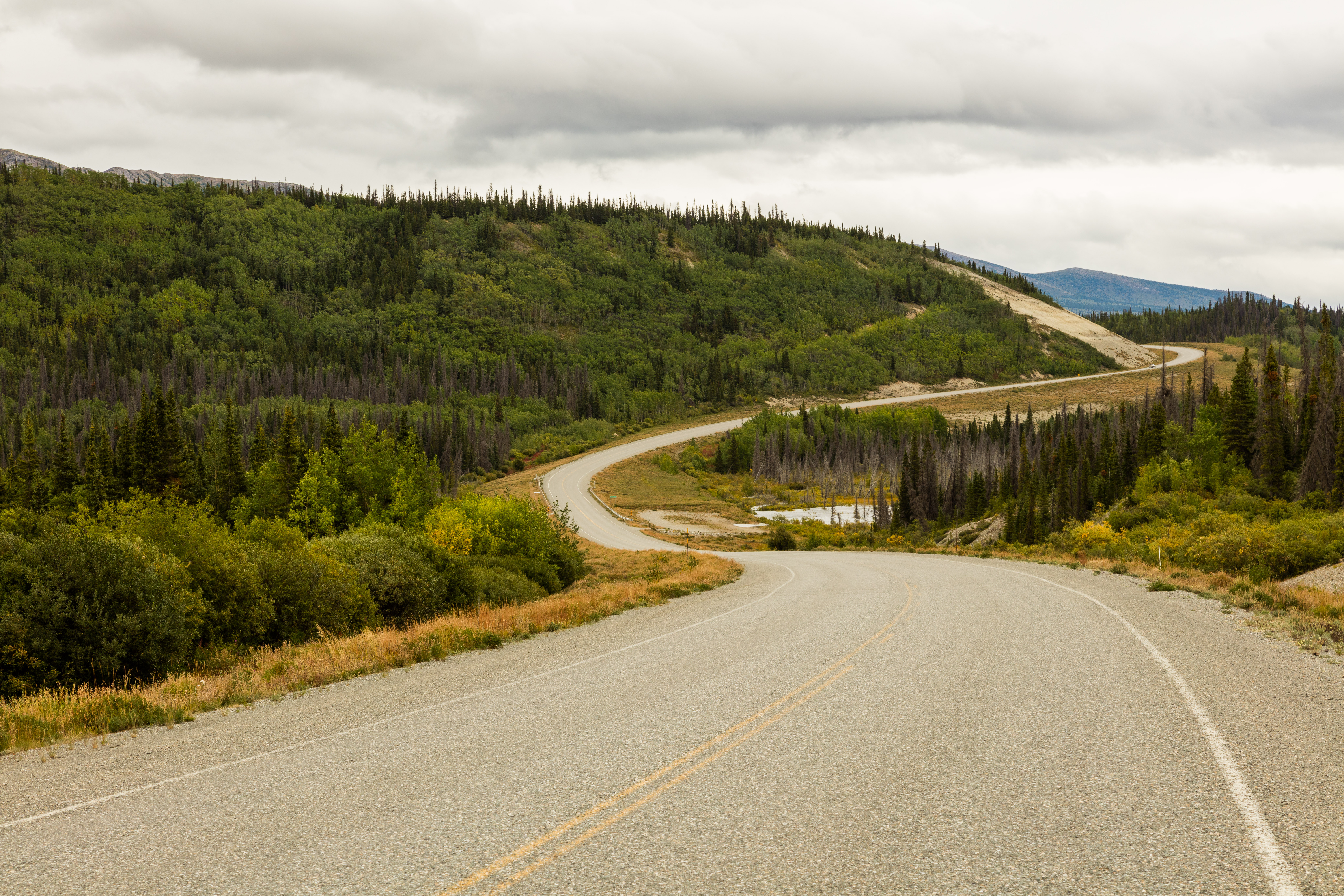
Autopista Alaska a su paso por Haines Junction.